# Chafariz da Glória
O Chafariz da Glória é uma fonte de água, construída em 1772. Está localizado na Glória, bairro da cidade do Rio de Janeiro. É um patrimônio histórico nacional, tombado pelo Instituto do Patrimônio Histórico e Artístico Nacional (IPHAN), na data de 11 de maio de 1938, sob o processo de nº 154-T-1938.
Atualmente o chafariz pertence a Companhia Estadual de Águas e Esgotos (CEDAE).

## História
O Chafariz da Glória foi construído em 1772, por José Custódio de Sá e Faria, durante o vice-reinado de Luiz de Almeida, Marquês do Lavradio. O chafariz foi construído com o intuito de abastecer a população local. A fonte de água era alimentada pelo aqueduto da Carioca, em uma conexão vinda de Santa Tereza. Com o encanamento da água para abastecer as residências e com a desativação do aqueduto, o chafariz foi desativado.
No ano de 1905, durante a administração do Prefeito Pereira Passos, o chafariz foi restaurado. Construíram um muro na parte traseira do chafariz, sem interferir nas estruturas da fonte de água, para esconder o aqueduto e a casa do vigia.
Por muitos anos, o chafariz passou por atos de vandalismo e descuido e, no ano de 2012, foi reformado pelo Instituído do Patrimônio Histórico e Artístico Nacional (IPHAN), em parceria com a Companhia Estadual de Águas e Esgotos (CEDAE) e a Secretaria de Conservação e Serviços Públicos da Prefeitura do Rio de Janeiro.
Novamente o chafariz passa por vandalismo e depredação e, no ano de 2021, a Secretaria de Conservação e Serviços Públicos da Prefeitura do Rio de Janeiro fez pequenos reparos, como limpeza e pintura.

## Construção
O chafariz foi construído em pedra e cal na forma de muro, finalizado com pilastras em cada extremidade. Na parte central inferior deste muro, foi construído um tanque em cantaria, ladeado por dois tanques também em cantaria. Ao lado dos tanques laterais centrais, foram instaladas duas portas com moldura em pedra. Entre as portas e as pilastras das extremidades do muro, foi instalado um tanque em cantaria. No tanque central, nas extremidades junto ao muro, foram construídas pilastras que sustentam um frontão curvo. O frontão recebe, como ornamentação, uma cornija denticulada e, no topo, um vaso de mármore em forma de lanterna. No centro do frontão, foi instalada uma placa em mármore com inscrições em latim, tendo sua tradução em português: “Ao seu conservador, Luiz de Almeida, Marquês de Lavradio, que refreou as inundações do mar, construindo um grande muro, aumentou as rendas e dignidade do Conselho, restaurou os edifícios públicos, cortou os outeiros, igualou, tornou mais cômodas as ruas, renovou a cidade, o Senado e o povo do Rio de Janeiro; ergueu em 1772”. Acima do tanque central, foi instalada uma caixa em cantaria com duas rosáceas de onde verte a água através de bicas de bronze. Além das bicas centrais, a água vertia de uma bica de bronze instalada sobre cada tanque lateral central e de duas bicas instaladas sobre cada tanque das extremidades do muro. Atualmente, só existe as quatro bicas centrais.